# U del Centaure
U del Centaure  (U Centauri) és un estel variable a la constel·lació de Centaure És un estel llunyà, la distància del qual respecte al sistema solar no ha pogut ser determinada amb precisió; diverses fonts donen una xifra compresa entre 1.115 i 3.550 anys llum.
U del Centaure és una gegant vermella lluminosa de tipus espectral M3.5IIe. Té una baixa temperatura superficial de 3.285 K i la seva lluminositat és 226 vegades superior a la lluminositat solar. Encara que la seva massa no és ben coneguda, el valor més probable és de 0,9 masses solars. No és un estel de carboni, i la seva relació és C/O inferior a la unitat.
U del Centaure és una variable Mira la lluentor de la qual oscil·la entre magnitud +7,0 i +14,0 al llarg d'un període de 220.28 dies. En aquestes variables —entre les quals trobem Mira (ο Ceti) i R de Centaure— la inestabilitat prové de pulsacions en la superfície estel·lar, la qual cosa provoca canvis de color i lluentor. En un futur no gaire llunyà, U Centauri expulsarà les seves capes exteriors creant una nebulosa planetària, quedant el nucli romanent com una nana blanca.